# Magny (Moselle)
Pour les articles homonymes, voir Magny.
Magny est une ancienne commune de Moselle, aujourd’hui un quartier de Metz, depuis le 9 décembre 1961, date où Vallières-lès-Metz, Borny et Magny fusionnèrent d’un commun accord avec Metz. Lors de sa réunion à Metz, la commune comptait 1 035 habitants.

## Géographie

### Localisation
La commune se situe à 7 kilomètres de Metz-Centre.
| Montigny-lès-Metz | Metz quartier Queuleu | Metz quartier Plantières Queuleu |
| Marly             | Magny                 | Peltre                           |
| Marly             | Pouilly               | Chesny                           |

## Toponymie
Formes anciennes de Marneium à Metz-Magny, en passant par Mannet 1201, Magney, Manningen ou Magny, ce quartier gardera toujours son aspect de village, connu sous le nom de Magny.
Deux hypothèses pour l’origine du nom Magny :
- L’archétype gallo-romain Maniacum ou Magnacum est à l’origine de la plupart des Magny, Magné, Magnat, Magnac de France. Il est composé des noms d’homme latin (portés par des Gaulois) Manius (« né le matin ») ou Magnus (« le grand ») et du suffixe -acum qui marque la propriété.

- Issu de Mansionile, signifiant en bas latin une simple métaierie, une ferme, qui a donné l’ancien français Mesnil, prononcé « Mani » parfois (cf. Masny, Nord) et transcrit Magny par analogie avec les autres Magny, au lieu de Mesnil. Cf. la forme intermédiaire Les Magnils (Vendée)[3].

En Lorrain: Maigni.
Le nom de la commune garde sa forme française pendant le Reichsland. Il ne sera germanisé en Manningen qu'en 1915.

## Histoire
Voici la description qu’en faisait l’instituteur M. Crauser en 1893 :

« Magny est situé sur la route départementale de Metz à Cheminot, par Verny et sur la Seille. Il est situé à peu près à quatre kilomètres au sud de Metz et à environ trois cents mètres de la ligne de chemin de fer de Metz à Peltre. À l’entrée nord du village, une autre route, le long de ladite voie ferrée, conduit à Peltre. À la partie sud du village, le ruisseau Saint-Pierre, venant de Peltre, coule dans la Seille. Magny constitue pour lui seul une commune et une paroisse et a, d’après le recensement de 1890, 682 habitants. Dans ce village, ne se trouvent que des maisons à un étage, une vieille église avec un clocher édifié en l’an 1880, ainsi que deux maisons d’école, dont celle de garçons qui avec la mairie ont été nouvellement construites en 1887, celle de filles a été restaurée plusieurs années auparavant. Il y a aussi à Magny, une agence postale avec le téléphone, plusieurs auberges, une recette de la régie, un beau moulin situé sur la Seille, ainsi qu’un beau château. Il y a ici du vin rouge et du vin blanc. Il faut, en particulier, mettre en évidence le vin blanc de Magny à cause de sa qualité. »

Le 9 décembre 1961, la commune de Magny est rattachée à celle de Metz sous le régime de la fusion simple.

### Annexion allemande
Comme les autres communes de l'actuel département de la Moselle, Magny est annexée à l’Empire allemand de 1871 à 1918. La commune, dépend alors de l'arrondissement de Metz-Campagne. Lorsque la Première Guerre mondiale éclate, les Mosellans se battent pour l'Empire allemand. Beaucoup de jeunes gens tomberont au champ d'honneur, sous l’uniforme allemand. Les habitants de Magny accueillent donc avec joie la fin des hostilités. Magny redevient française.
La commune de Magny, rebaptisée Manningen, est de nouveau annexée à l'Allemagne, de 1940 à 1944. Lors de cette Seconde Annexion, le 1er avril 1941, la commune intègre le Stadtkreis Metz, le district urbain de Metz. La commune est libérée en novembre 1944, à la fin de la Bataille de Metz.

## Héraldique
|  | Blason de Magny avant son rattachement. |

## Démographie
| 1793 | 1800 | 1806 | 1821 | 1836 | 1841 | 1861 | 1866 |
| ---- | ---- | ---- | ---- | ---- | ---- | ---- | ---- |
| 569  | 552  | 652  | 633  | 670  | 693  | 740  | 747  |

| 1871 | 1875 | 1880 | 1885  | 1890 | 1895 | 1900 | 1905 |
| ---- | ---- | ---- | ----- | ---- | ---- | ---- | ---- |
| 680  | 672  | 672  | 1 032 | 950  | 916  | 925  | 924  |

| 1910 | 1921 | 1926 | 1931 | 1936 | 1946 | 1954  | - |
| ---- | ---- | ---- | ---- | ---- | ---- | ----- | - |
| 821  | 701  | 748  | 793  | 891  | 893  | 1 035 | - |

## Lieux et monuments
- Bois Saint-Clément et bois Leusiotte ;
- Église Saint-Martin : la première mention de l’existence d’une modeste chapelle à Magny, sur l’actuelle place Saint-Roch, date de 1144. Elle dépend de la chapelle de Saint-Privat à Montigny-lès-Metz. Elle est transformée par Nicolle de Heu dans un style proche de l’hôtel de Heu. L’église est agrandie en 1765 à la suite des réclamations de la population du village. Le clocher est partiellement démoli pendant la Seconde Guerre mondiale et reconstruit après-guerre[7].
- Monuments aux morts 1914-18 et 1939-45 devant l'église.

Le monument aux morts
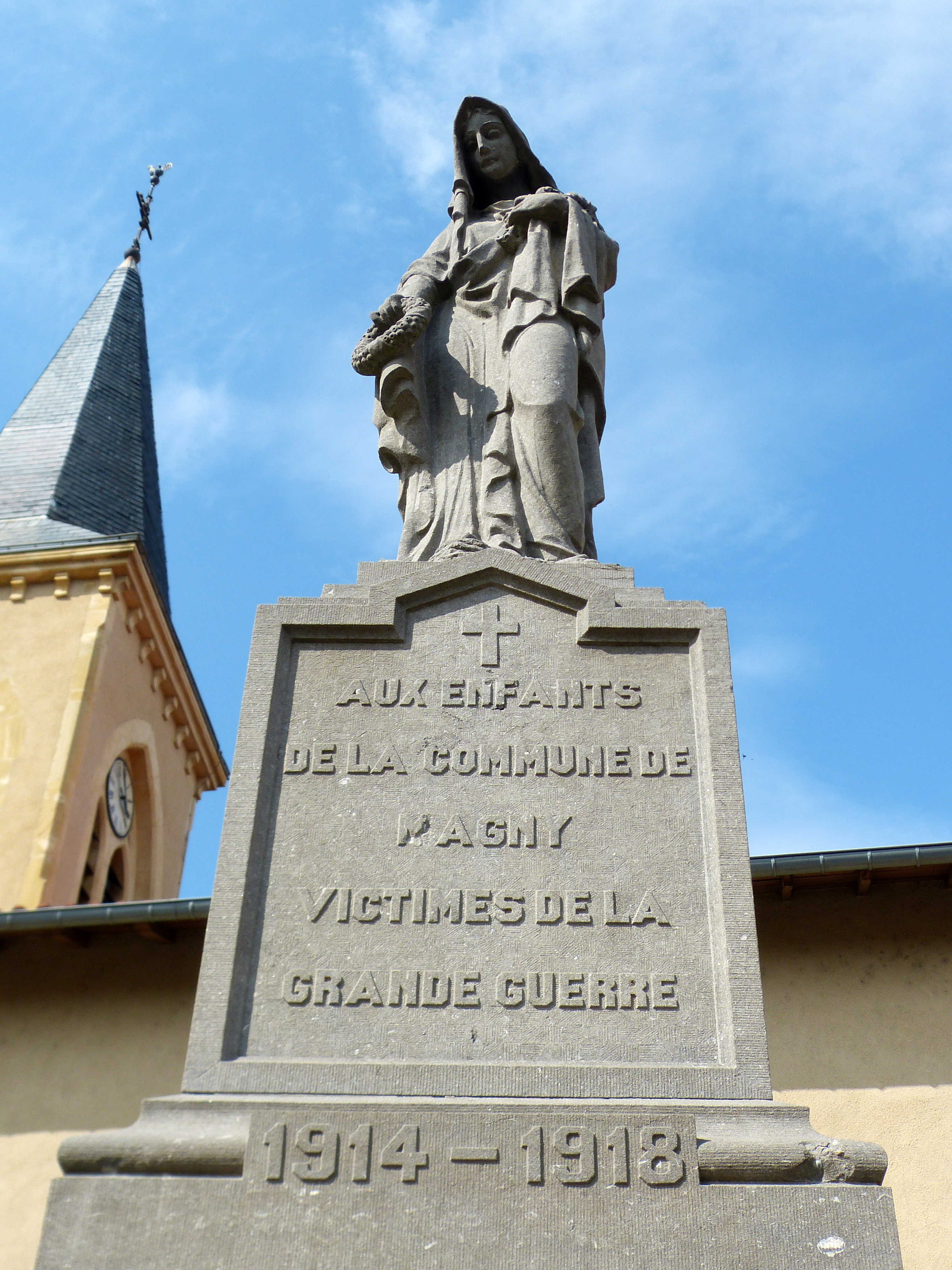
Vue de face
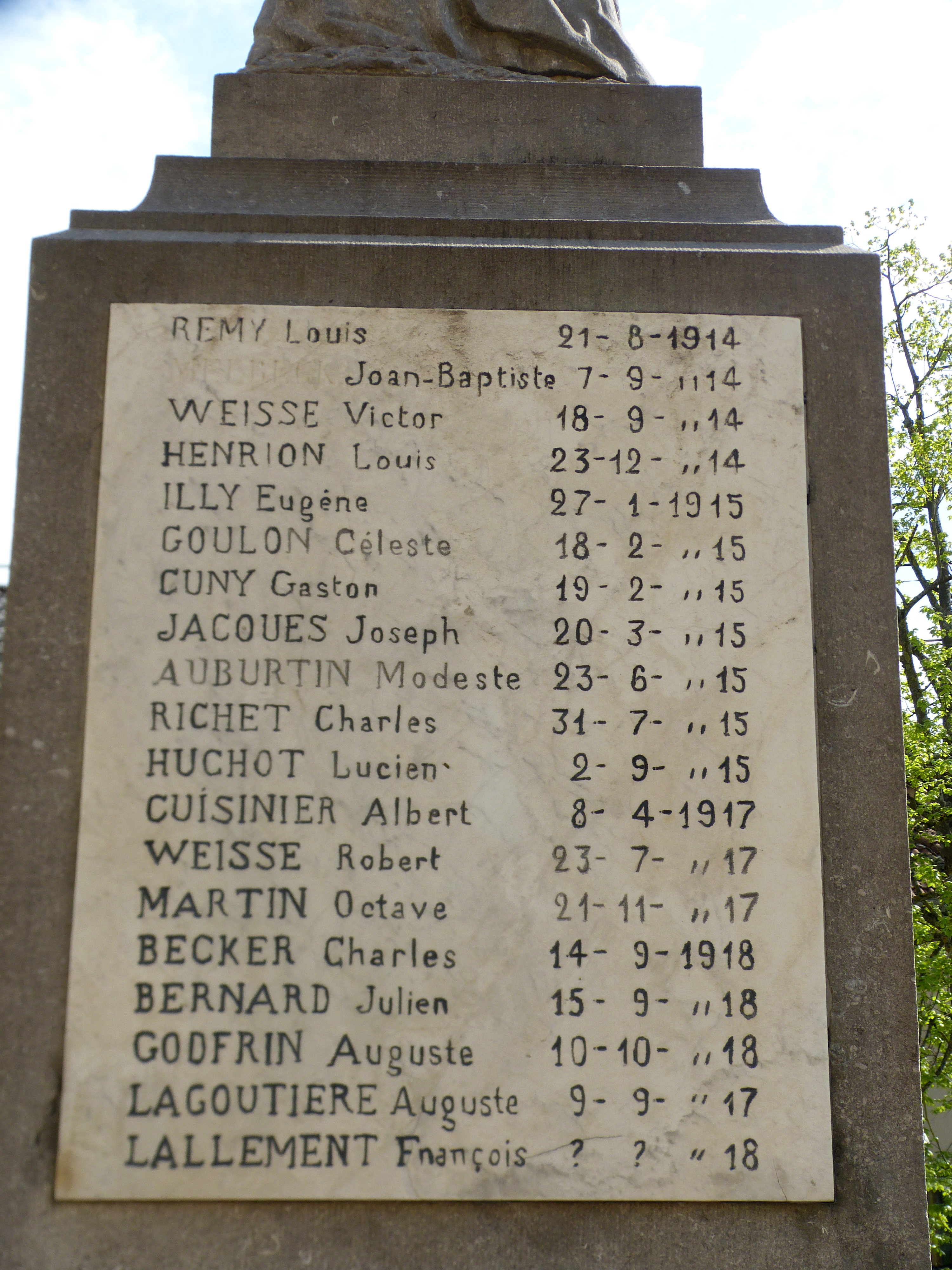
Liste des morts 14-18

- Calvaire érigé le 10 octobre 1852 en l'honneur de Saint-Roch, à la suite d'une épidémie de choléra.

Le calvaire
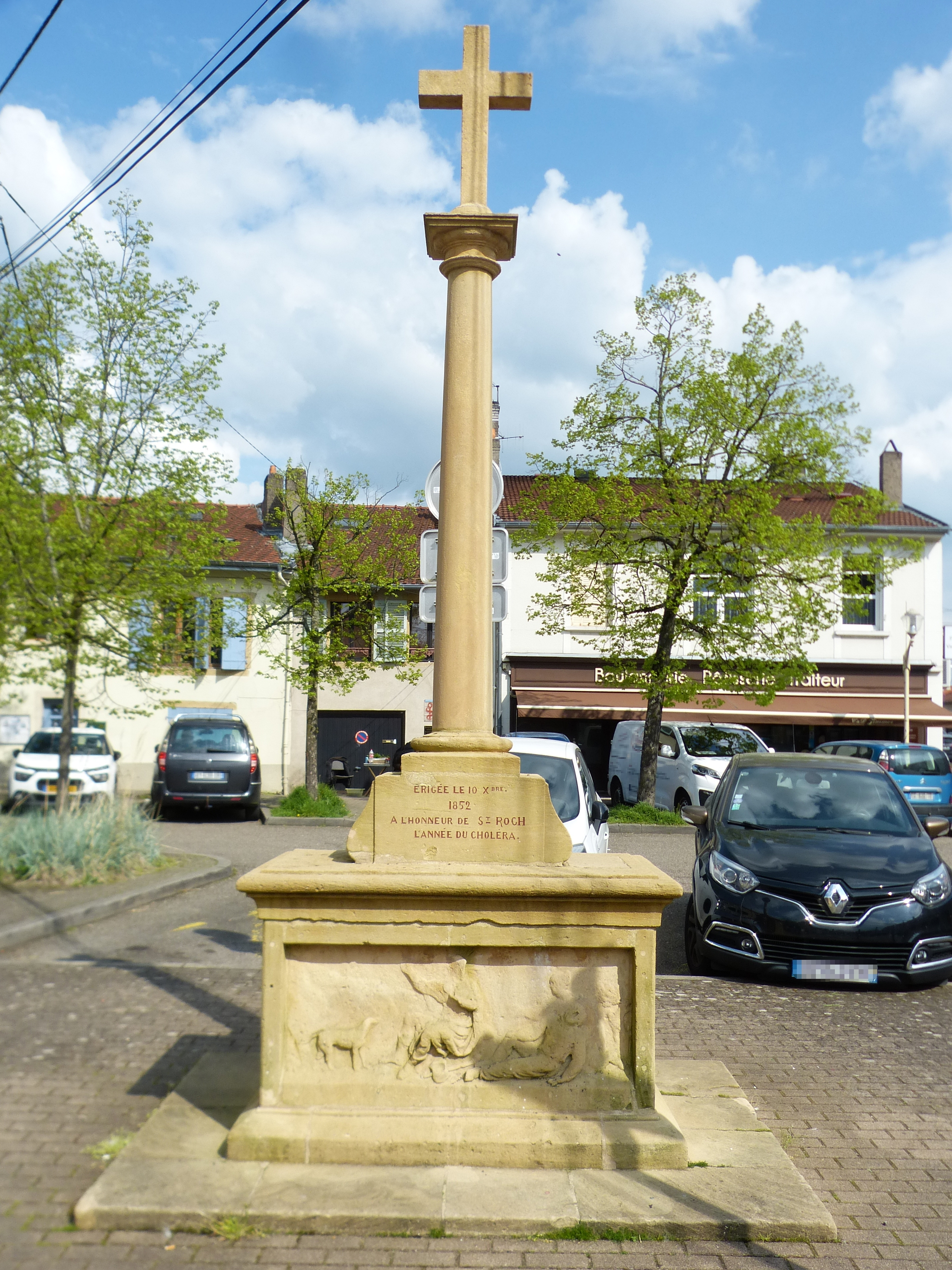
Vue de face
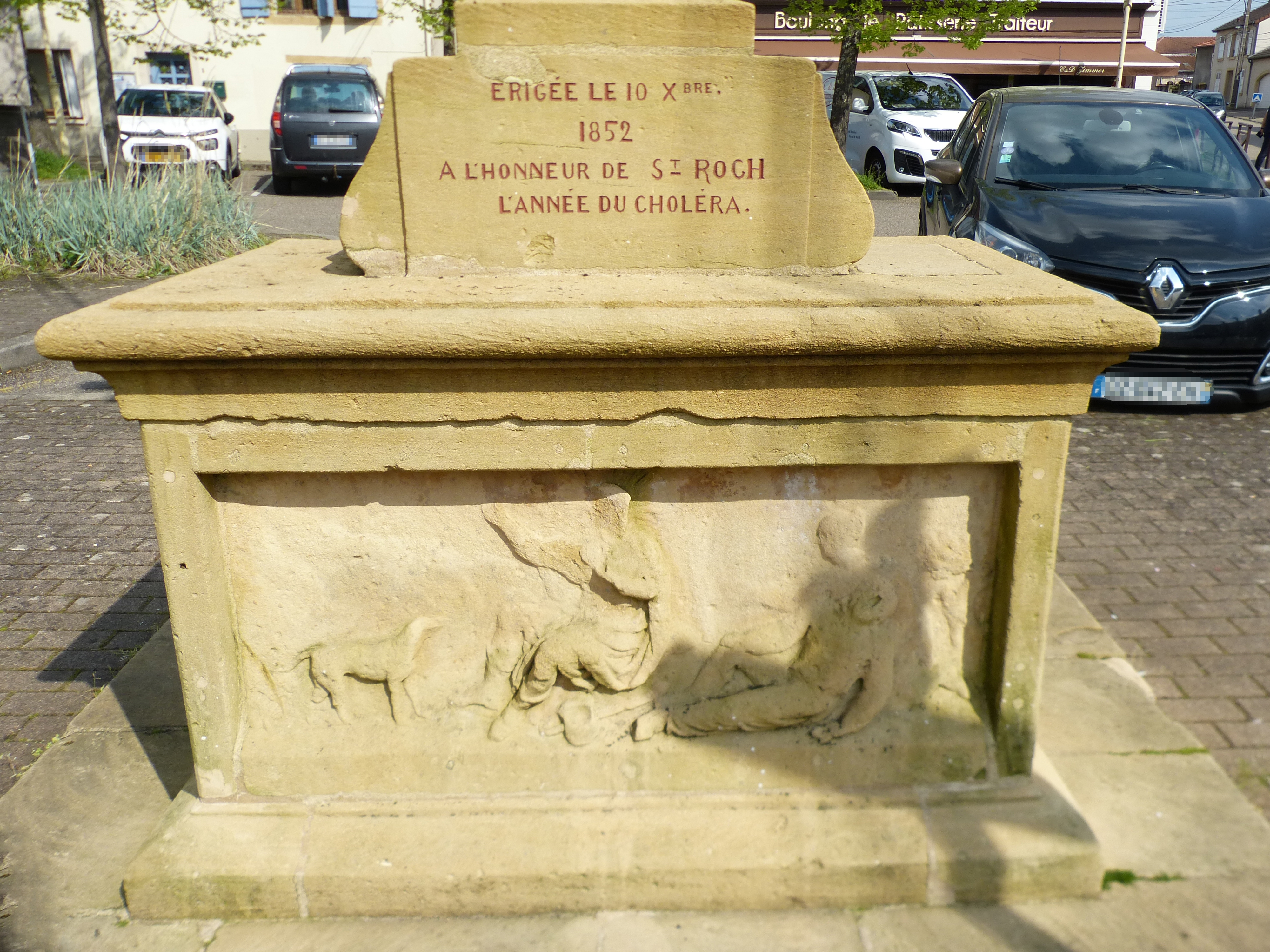
Détails
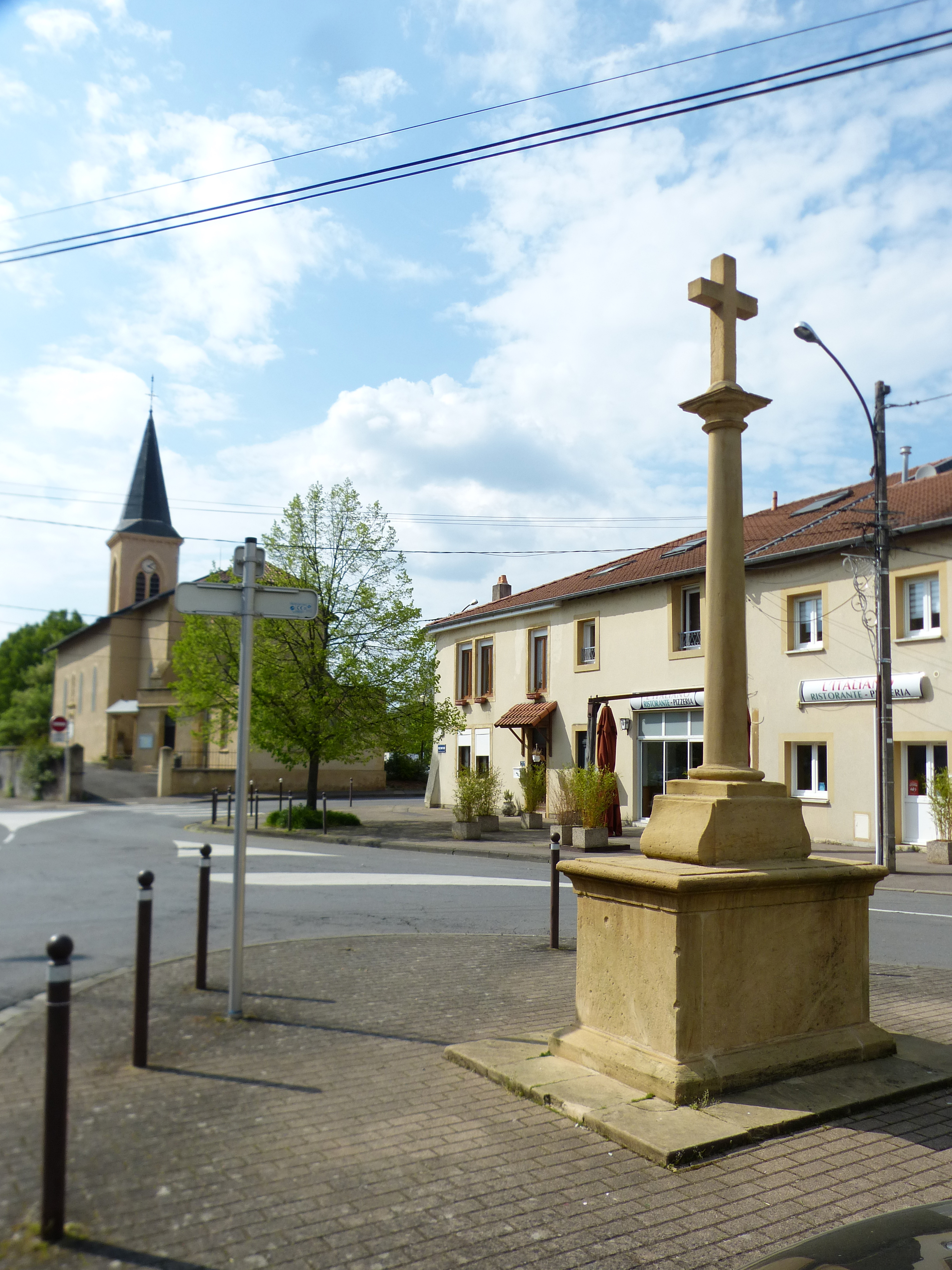
Vue avec l'église au fond

### Infrastructures
Magny est un quartier résidentiel du sud de la ville de Metz. Le quartier possède différentes infrastructures : 
- Une église
- Un supermarché Intermarché, près du collège Paul Verlaine
- Un centre socio-culturel
- Une mairie de quartier
- Une bibliothèque
- Trois écoles maternelles
- Trois écoles élémentaires
- Un collège (collège Paul Verlaine), qui regroupe les élèves du quartier, ainsi que ceux originaires des communes avoisinantes de Peltre, Mécleuves, Jury, Chesny et Pouilly
- Plusieurs commerces de proximité, dont une pharmacie et deux boulangeries
- Une auto-école
- Une banque
- Trois restaurants
- Un restaurant oriental kebab
- Un restaurant italien

## Personnalités liées à la commune

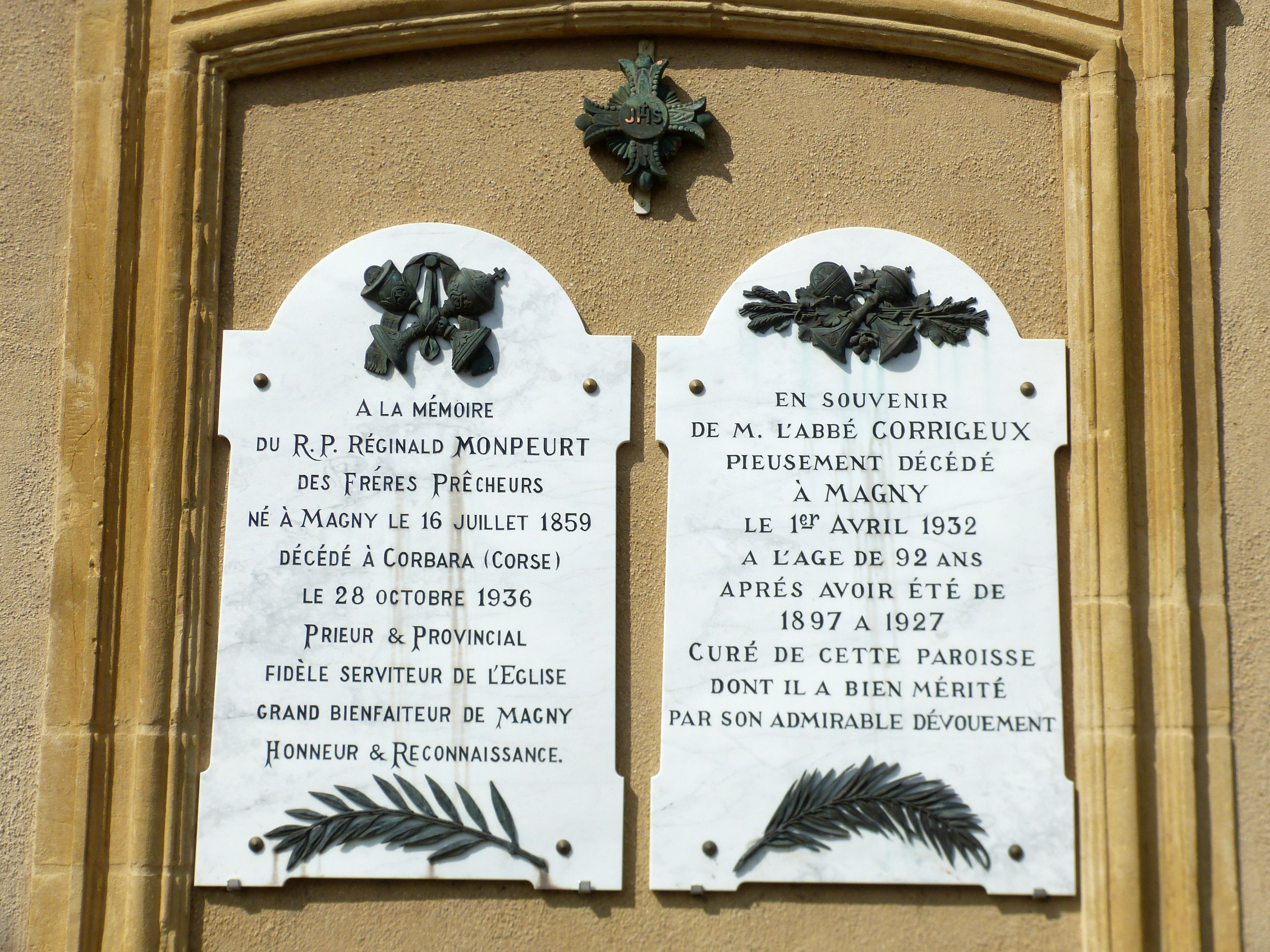
Plaques commémoratives sur la façade de l'église Saint-Martin

- Plaques commémoratives sur la façade de l'église Saint-MartinNicolas III « Legendre » de Neufville (1525 † 1598), seigneur de Magny ;
- Le révérend-père Réginald Monpeurt : né à Magny le 16 juillet 1859 et mort à Corbara le 28 octobre 1936. Prieur et provincial, membre des Frères Prêcheurs.
- Henri Baillot, né en 1924 à Magny, footballeur français de 1945 à 1955, compte huit sélections pour quatre buts en équipe de France A ;
- Alfred Corrigeux : né à Réméréville en 1840, mort à Magny le 1er avril 1932[8],[9], curé de la commune de 1897 à 1927.
- Alexandre Deck, né en 1990 à Magny, pilote de karting français de 1998 à 2015, plusieurs fois champion du monde SWS, il compte huit participations à la Race Of Champions dont une victoire en 2013.